# Grand appartement de la reine

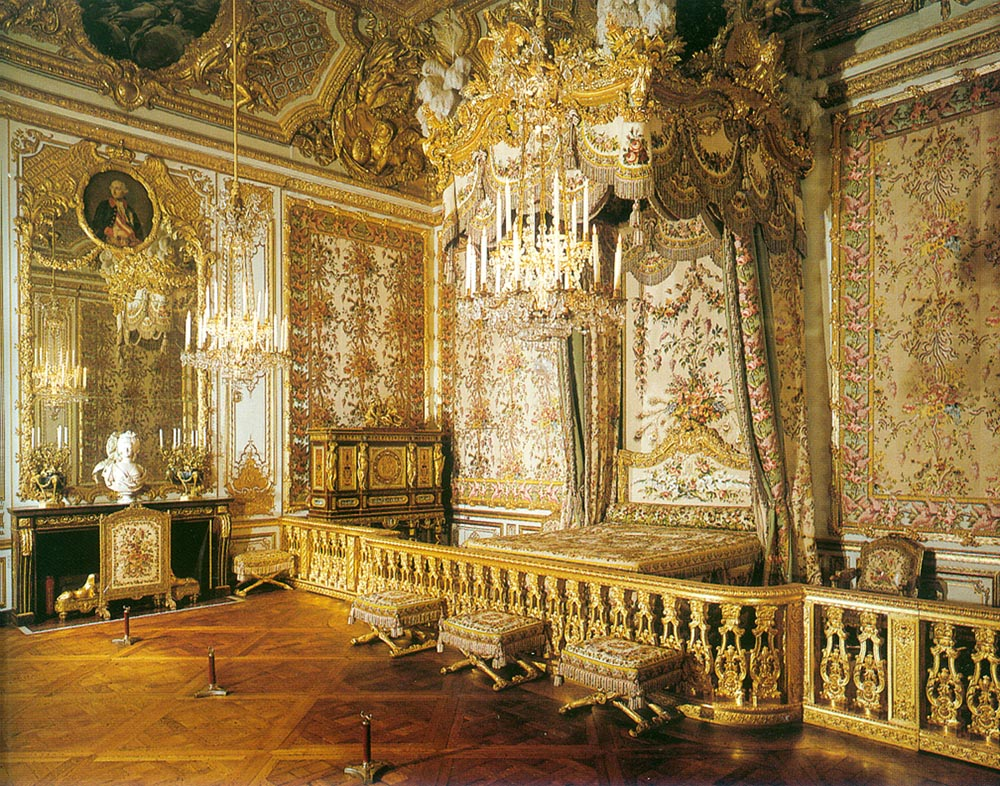
Camera della Regina

Il Gran appartement de la reine è una suite di quattro stanze della Reggia di Versailles, in origine erano sette, alloggio della regina consorte di Francia.

## Storia
Parallelamente al grand appartement du roi si trovava il grand appartement de la reine che servì come residenza per tre regine di Francia, Maria Teresa d'Asburgo-Spagna, moglie di Luigi XIV, Maria Leszczyńska, moglie di Luigi XV, e Maria Antonietta d'Asburgo-Lorena, moglie di Luigi XVI. Inoltre la pronipote acquisita di Luigi XIV, la principessa Maria Adelaide di Savoia, in quanto duchessa di Borgogna, occupò queste stanze dal 1697 (anno del suo matrimonio) sino al 1712.
Quando l'enveloppe di Le Vau rispetto al château vieux venne completata, il grand appartement de la reine incluse un'infilata di sette stanze a creare un parallelo col grand appartement du roi. La configurazione era la seguente:
- Cappella – parallela al salone di Diana nel grand appartement du roi[2]
- Sala della guardia – parallela al salone di Marte nel grand appartement du roi
- Anticamera – parallela al salone di Mercurio nel grand appartement du roi
- Camera della Regina – parallela al salone d'Apollo nel grand appartement du roi
- Grande gabinetto – parallela al salone di Giove nel grand appartement du roi
- Oratorio – parallelo al salone di Saturno nel grand appartement du roi
- Piccolo gabinetto – parallelo al salone di Venere nel grand appartement du roi[3]

Come per le decorazioni dei soffitti del grand appartement du roi, che rappresentavano allegorie storiche che alludevano alle vicende di Luigi XIV, le decorazioni del grand appartement de la reine mostravano invece eroine del passato antico armonizzate con elementi generali e a tema.
Con la costruzione della Galleria degli Specchi, iniziata nel 1678, la configurazione del grand appartement de la reine cambiò. La cappella venne trasformata nella sala delle guardie della regina e fu in questa sala che vennero riutilizzate le decorazioni del salone di Giove. La salle des gardes de la reine comunicava con la loggia attraverso la escalier de la reine, che formava un parallelismo della escalier des ambassadeurs nel grand appartement du roi. La loggia consentiva inoltre l'accesso all'appartement du roi, la serie di stanze ove viveva Luigi XIV, ed agli appartamenti di Madame de Maintenon. Durante la fine del regno di Luigi XIV la escalier de la reine divenne la principale entrata agli appartamenti del castello, mentre la escalier des ambassadeurs venne usata solo di rado. Dopo la demolizione dell'escalier des ambassadeurs nel 1752, l'escalier de la reine ottenne ufficialmente la qualifica di entrata principale.
Dal 1682 il grand appartement de la reine, persi il grande gabinetto, ora salone della pace, l'oratorio e il piccolo gabinetto per l'edificazione della galleria degli specchi si compone di sole quattro stanze:
- Sala delle guardie della regina (prima cappella)
- Anticamera (prima sala delle guardie della regina)
- Grande gabinetto (prima anticamera)
- Camera da letto della regina

Con la morte di Luigi XIV nel 1715, la corte venne spostata dapprima a Vincennes e poi a Parigi. Nel 1722 Luigi XV reinstallò la corte a Versailles ed iniziò alcune modifiche dell'interno del palazzo. Tra i progetti principali di questa nuova fase vi fu la ridecorazione della chamber de la reine.
Per commemorare la nascita del delfino Luigi nel 1729, Luigi XV ordinò una completa ridecorazione della stanza.
Durante la sua permanenza a Versailles, Maria Leszczynska utilizzò il grand appartement de la reine al quale annesse il Salone della Pace come sala della musica. Nel 1770, quando l'arciduchessa d'Austria Maria Antonietta d'Asburgo-Lorena sposò il delfino poi re Luigi XVI, prese residenza sempre in questi appartamenti. Con l'ascesa al trono di Luigi XVI nel 1774, Maria Antonietta ordinò ulteriori decorazioni per il grand appartement de la reine, le ultime modifiche che l'ala subì.
- Salle des gardes de la reine – questa sala rimase invariata all'epoca di Maria Antonietta.[6]
- Antichambre – questa stanza venne trasformata nell'antichambre du grand couvert. Fu in questa sala che il re, la regina e i membri della famiglia reale cenavano in pubblico. Occasionalmente questa sala era servita come teatro per il castello.
- Grand cabinet – questa stanza venne trasformata nel salon des nobles. Seguendo la tradizione già instaurata dai suoi predecessori, Maria Antonietta teneva le udienze formali in questa stanza.
- Chambre de la reine – questa era la camera da letto della regina ed era di splendore eccezionale. Da qui la notte tra il 6 ed il 7 ottobre 1789 Maria Antonietta riuscì a scappare dalla folla di rivoluzionari, attraverso una porta segreta che conduceva ad un corridoio privato verso gli appartamenti del re.